# 石河清站
石河清站位于重庆市江北区，是重庆轨道交通4号线车站，车站编号4/15。

## 结构
石河清站为地下岛式车站。